# فرانچسکو سولاری
 فرانچسکو سولاری (انگلیسی: Francesco Solari؛ ۱۴۱۵ – ۱۴۶۹) یک مجسمه‌ساز، معمار، و مهندس اهل سوئیس بود.